# Verbascum cilicicum
Verbascum cilicicum är en flenörtsväxtart som beskrevs av Pierre Edmond Boissier. Verbascum cilicicum ingår i släktet kungsljus, och familjen flenörtsväxter. Inga underarter finns listade i Catalogue of Life.